# Військово-топографічна мапа Російської імперії (триверстова)
Військово-топографічна мапа Російської імперії (рос. Военно-топографическая карта Российской Империи 1846–1863 гг.) — це серія загальногеографічних топографічних мап, створених у 1846—1863 роках Військово-топографічним депо Головного штабу. Ця мапа, також відома як «триверстова» або «мапа Шуберта», є одним із найвидатніших картографічних проєктів своєї епохи і стала основою для подальших топографічних зйомок на території Російської імперії, а згодом і СРСР.

## Масштаб і характеристики
Мапа отримала свою назву за масштабом три версти в англійському дюймі. Це відповідає масштабу 1:126 000 (в одному сантиметрі — 1,26 кілометра). Такий масштаб був достатньо великим для детального відображення місцевості, але водночас дозволяв охопити великі території на обмеженій кількості аркушів.

- Масштаб: 1:126 000
- Проєкція: Поліконічна
- Рельєф: Зображений горизонталями з висотою перерізу від 5 до 10 сажнів (приблизно 10–20 метрів). На деяких ранніх версіях використовувалися також штрихи.

## Історія створення

Перші топографічні зйомки, засновані на триангуляції, розпочалися в Росії з 1818 року. Цим займалися офіцери Генерального штабу, а пізніше — спеціально створене Військово-топографічне депо, яке очолив генерал-лейтенант Федір Шуберт.
До створення триверстки використовувалися менш детальні мапи:

- 40-верстна Військово-дорожня мапа.
- 10-верстна «Спеціальна мапа Європейської Росії» (під керівництвом Шуберта)[1].
- 5-верстні губернські мапи.

Спроба створити 4-верстну Військово-прикордонну мапу в період з 1818 по 1843 роки не була завершена через недостатність матеріалів. До 1845 року стало зрозуміло, що мапи такого масштабу не задовольняють потреби військових.
13 грудня 1843 року директором Військово-топографічного депо був призначений генерал-майор Павло Тучков. Саме він ініціював запит на створення нової Військово-топографічної мапи Західної Росії. 2 квітня 1845 року його запит було задоволено, і вже у 1846 році вийшли перші аркуші нової триверстної мапи.
За період з 1846 по 1863 роки було складено 435 аркушів. До початку XX століття проводилася рекогносцировка для актуалізації матеріалів (переважно наносили залізничні колії, змінювали назви населених пунктів та вказували кількість дворів).
Кількість аркушів зросла:
- До 1886 року: 508 аркушів.
- До 1922 року: 680 аркушів.
- До 1934 року: 730 аркушів

Слід зазначити, що аркуші, зняті після 1863 року, як правило, є менш детальними і можуть не містити інформації про рельєф місцевості.

## Зміст і номенклатура

Мапа була надзвичайно інформативною для свого часу. На ній позначалися:

- Населені пункти: села, хутори, міста з деталізацією забудови.
- Дороги: шосейні, ґрунтові та путівці.
- Гідрографія: річки, озера, ставки, колодязі.
- Рельєф: позначений горизонталями та відмітками висот.
- Рослинність: ліси, чагарники, сади.

Номенклатура аркушів мапи була розроблена Військово-топографічним депо і базувалася на системі координат, де кожен аркуш позначався латинськими літерами та римськими цифрами, наприклад, XXVIII-14. Це дозволяло легко орієнтуватися і знаходити потрібний аркуш.

## Особливості мапи
- Головна паралель знаходиться на широті 52°.
- Центральний меридіан проходить через Пулковську обсерваторію. Координати меридіанів і паралелей розраховані з кроком 20' x 20'.
- Точність вимірювання: для важливих об'єктів — 50-200 м, для інших — 100—300 м.
- Підписи меридіанів подвійні: від Пулкова та від Парижа.
- Розміри аркуша: 23 дюйми в ширину і 16,5 дюймів у висоту (58.4 x 42 см).
- Технологія друку: Мапа була одноколірною, виконаною методом гравірування на мідних пластинах, а потім друкувалася на папері.
- Шрифти: Для підписів використовувалися спеціальні шрифти: поселення з кількістю дворів понад двадцять підписувалися звичайним шрифтом, менше двадцяти — курсивом.

## Значення і спадщина
Військово-топографічна мапа Російської Імперії відіграла колосальну роль у розвитку картографії та мала велике значення:

- Військове: Мапа була незамінним інструментом для планування військових операцій, пересування військ та розвідки.
- Адміністративне: Використовувалася для земельного обліку, будівництва доріг, залізниць та інших інфраструктурних об'єктів.
- Наукове: Мапа є цінним джерелом для географів, істориків та краєзнавців, оскільки містить унікальну інформацію про ландшафт і поселення XIX — початку XX століття. Вона стала основою для створення багатьох наступних картографічних робіт, у тому числі радянських.

Сьогодні оригінальні аркуші мапи є предметом колекціонування, а її цифрові копії широко використовуються для історичних досліджень і генеалогії.